# Приднепровский сельский совет (Никопольский район)
Приднепровский сельский совет (укр. Придніпровська сільська рада) — входит в состав
Никопольского района
Днепропетровской области
Украины.
Административный центр сельского совета находится в 
с. Приднепровское.

## Населённые пункты совета
- с. Приднепровское
- с. Каменское
- с. Мусиевка